# Lehrer für Textverarbeitung
Der Lehrer für Textverarbeitung löste in den 1990er Jahren den Lehrer des Maschinenschreibens ab. Er erteilt an öffentlichen und privaten Schulen Unterricht in schreibtechnischen Fächern. Hier fällt er unter den Oberbegriff „Lehrer für Fachpraxis“. Neben den akademisch ausgebildeten Lehrern haben an beruflichen Schulen stets auch Fachleute mit einer besonders praxisbezogenen Vor- und Ausbildung mitgewirkt. Wie der Diplom-Handelslehrer hat auch der Lehrer der Textverarbeitung an Wirtschaftsschulen eine lange Tradition.

## Unterrichtsinhalte/Aufgabenbereich des Lehrers
Auch der Unterricht in Textverarbeitung soll die Schüler dazu befähigen, Arbeitsabläufe zu planen, auszuführen und anschließend kritisch zu beurteilen. Das Unterrichtskonzept des „handlungsorientierten Unterrichts“ wird angemessen umgesetzt. Neben reinen Kenntnissen sind vor allem praktische Fertigkeiten zu vermitteln. Die Schüler werden mit praktischen Arbeitstechniken vertraut gemacht, die zur Vereinfachung sämtlicher Arbeitsabläufe befähigen. Das Tastschreiben (10-Finger-Blindschreiben) bildet auch heute noch die Grundlage einer rationellen Textverarbeitung und ist daher eines der Feinlernziele geblieben.
Die Gestaltungsregeln gem. DIN 5008 werden gelehrt; den Sinn der Normenarbeit zu verstehen und die Regeln in der jeweils gültigen Fassung anzuwenden sind ebenfalls wichtige Ziele des Unterrichts. In den fortgeschrittenen Klassen oder Lehrgängen werden Möglichkeiten der Textorganisation aufgezeigt. Durch Serienbriefe, Bausteinverwaltung, Vordruckgestaltung und Dokumentvorlagen lässt sich der Schriftverkehr erheblich vereinfachen und beschleunigen.
Besonders im Bereich der Sekretärinnen- und Assistentenausbildung ist der Lehrer der Textverarbeitung unentbehrlich. Hier beschäftigt sich die Lerngruppe mit weiteren Rationalisierungsmöglichkeiten wie beispielsweise Phonotypie oder Autorenkorrektur nach DIN 16511. Der schreibtechnische Unterricht geht somit weit über die reine Datenverarbeitung hinaus und ist mit dem allgemeinen EDV-Unterricht nur bedingt vergleichbar.

## Wege zur Lehramtsprüfung
Einen geregelten Ausbildungsgang zum Lehrer der Textverarbeitung gibt es noch nicht im gesamten Bundesgebiet. Beispielsweise in Bayern existiert ein Fernstudiengang (fast bundesweit anerkannt) sowie die Prüfungsvorbereitung an Fachinstituten. In anderen Bundesländern müssen sich die Interessenten meist autodidaktisch auf die staatliche Prüfung vorbereiten. Vereinzelt bieten freie Bildungsträger Vorbereitungslehrgänge (vorwiegend in Form von Wochenendseminaren) an.

## Zugangsvoraussetzungen
Eine Ausbildung im Bereich Wirtschaft und Verwaltung, der mittlere Bildungsabschluss sowie einige Jahre Berufserfahrung werden in den meisten Bundesländern vorausgesetzt. Ferner darf jede Person an der Prüfung teilnehmen, die bereits eine Lehrbefähigung besitzt.

## Prüfende Stelle
In den größeren Bundesländern beauftragen die Kultusministerien im Allgemeinen den zuständigen Regierungspräsidenten mit der Durchführung der Prüfung. Die Prüfung wird vor einem staatlichen Ausschuss abgelegt.

## Inhalte der Prüfung
Interessenten sollten sich auf jeden Fall die Prüfungsordnung ihres Bundeslandes besorgen, da die Bundesländer oft unterschiedliche Anforderungen stellen. Einheitlich (also in allen Prüfungsordnungen) wird bestimmt, dass die angehenden Lehrer sowohl ihre fachliche als auch pädagogische Eignung nachzuweisen haben. Fragen und Aufgaben aus den Bereichen Betriebssysteme, Anwenderprogramme, Hardwarelösungen, DIN-Regeln und Ergonomie werden sicherlich gestellt werden. In einigen Bundesländern müssen Kenntnisse über die Geschichte der Schreibtechnik nachgewiesen werden.
Des Weiteren haben die Prüflinge selbstverständlich Aufgaben am PC auszuführen. Prüfungsarbeiten bestehen meist aus Formbriefen, Serienbriefen, Autorenkorrekturen und komplexeren programmübergreifenden Aufgaben. Außerdem wird von angehenden Lehrern der Textverarbeitung erwartet, dass sie über ein nennenswertes Schreibtempo verfügen. Die meisten Prüfungsordnungen fordern 240 Anschläge in der Minute. Die Schreibleistung wird in Form einer 10-Minuten-Abschrift festgestellt. Stenokenntnisse werden nicht mehr verlangt. Vielfach sind neue Lehrinhalte hinzugetreten (Layout, Präsentationstechniken, Tabellenkalkulation, Datenbanken).
Die pädagogische Eignung ist in der Lehramtsprüfung dreifach nachzuweisen: in der schriftlichen, mündlichen und unterrichtspraktischen Prüfung. Pädagogisches, didaktisches und methodisches Wissen und Können ist auch für diesen Lehrerberuf zwingend erforderlich.

## Laufbahn an öffentlichen Schulen
In einigen Teilen Deutschlands können staatlich geprüfte Lehrer der Textverarbeitung im Angestelltenverhältnis eingestellt werden. Andere Länder fordern zunächst den erfolgreichen Abschluss einer weiteren Fachlehrerprüfung (z. B. Lehrer der Bürowirtschaft) und einen darauf aufbauenden Vorbereitungsdienst. Unter bestimmten Voraussetzungen ist der Übergang ins Beamtenverhältnis möglich.
Wenige Länder haben die Laufbahn für diese Lehrergruppe komplett geschlossen. Hier haben die Diplom-Handelslehrer, die im Bereich Informatik bzw. Datenverarbeitung unterrichten, den Part Textverarbeitung mit übernommen. Alternativ finden sich zahlreiche Beschäftigungsmöglichkeiten an kaufmännischen Privatschulen, bei privaten Bildungsträgern, Volkshochschulen, Kammern und in Betrieben; ähnliche Lehrberufe sind
- Lehrer der Bürowirtschaft
- Lehrer der Kurzschrift